# Бергман, Эллен (хореограф)
Эллен Анна Бергман, урождённая Холлендер, позднее Лундстрём (швед. Ellen Anna Bergman; 23 апреля 1919, Гётеборг — 6 марта 2007, Стокгольм) — шведский хореограф, театральный режиссёр и педагог.

## Биография
Эллен Холлендер родилась в 1919 году в Гётеборге. Её родителями были театральный режиссёр Гуннар Холлендер и его жена Ингер Линдман. После повторного замужества матери Эллен взяла фамилию Лундстрём. Детство Эллен прошло в Вермланде. С 1937 по 1939 год она училась танцу и хореографии в школе Мэри Вигман в Дрездене, после чего некоторое время работала в Studioscenen в Стокгольме. В 1944 году Эллен была назначена хореографом Хельсингборгского городского театра, который в то время возглавлял Ингмар Бергман. Так началось их сотрудничество, причём помимо работы хореографа Эллен также ставила пьесы в Хельсингборгском театре и принимала участие в постановках в качестве актрисы.
В 1944 году Эллен Лундстрём вышла замуж за Кристера Стрёмхольма, фотографа, но брак продлился недолго. В 1947 году Эллен стала женой Ингмара Бергмана, от которого ранее родила дочь Эву. Впоследствии у них родилось ещё трое детей, однако в 1952 году пара развелась. Впоследствии Бергман так описывал Эллен в своей книге воспоминаний «Laterna magica»: «Это была красивая девушка, чувственная, талантливая, оригинальная и эмоциональная».
В 1946 году, когда Ингмар Бергман был назначен директором Гётеборгского городского театра, они с Эллен переехали в Гётеборг. В числе осуществлённых ими постановок была мировая премьера «Калигулы» Альбера Камю, а также высоко оценённая критиками постановка «Бала воров» Жана Ануя.
В 1955 году Эллен Бергман стала директором Карлстадского театра. Затем, с 1957 по 1959 год, она работала в качестве режиссёра и хореографа в Уппсальском городском театре. Позднее, в 1965—1969 годах, она работала в гётеборгском экспериментальном Atelierteatern, в котором ставила пьесы современных европейских авторов. Кроме того, она также писала и ставила пьесы для детей. В 1974 году Бергман основала Гётеборгский камерный театр, который просуществовал до 1986 года. В 1996 году она создала Teater med stol для людей с ограниченными возможностями, все актёры которого передвигались на инвалидных колясках. Ранее она работала с детьми психиатрического отделения одной из гётеборгских клиник. В 1982 году Эллен Бергман получила Гётеборгскую награду за заслуги (Göteborgs Stads förtjänsttecken).
В 2000-х годах Эллен Бергман стала активным поборником и пропагандистом эвтаназии. Вместе со своей внучкой Линой Иксой Бергман она выпустила в 2006 году книгу «Tre frågor», основанную на беседах с 48 людьми на темы старения, смерти и загробной жизни.
Эллен Бергман умерла в 2007 году в Стокгольме и была похоронена на кладбище Эргрюте в Гётеборге.